# Classis Britannica

Idealrekonstruktion Flottenkastell und Hafen von Gesoriacum (2. Jahrhundert)

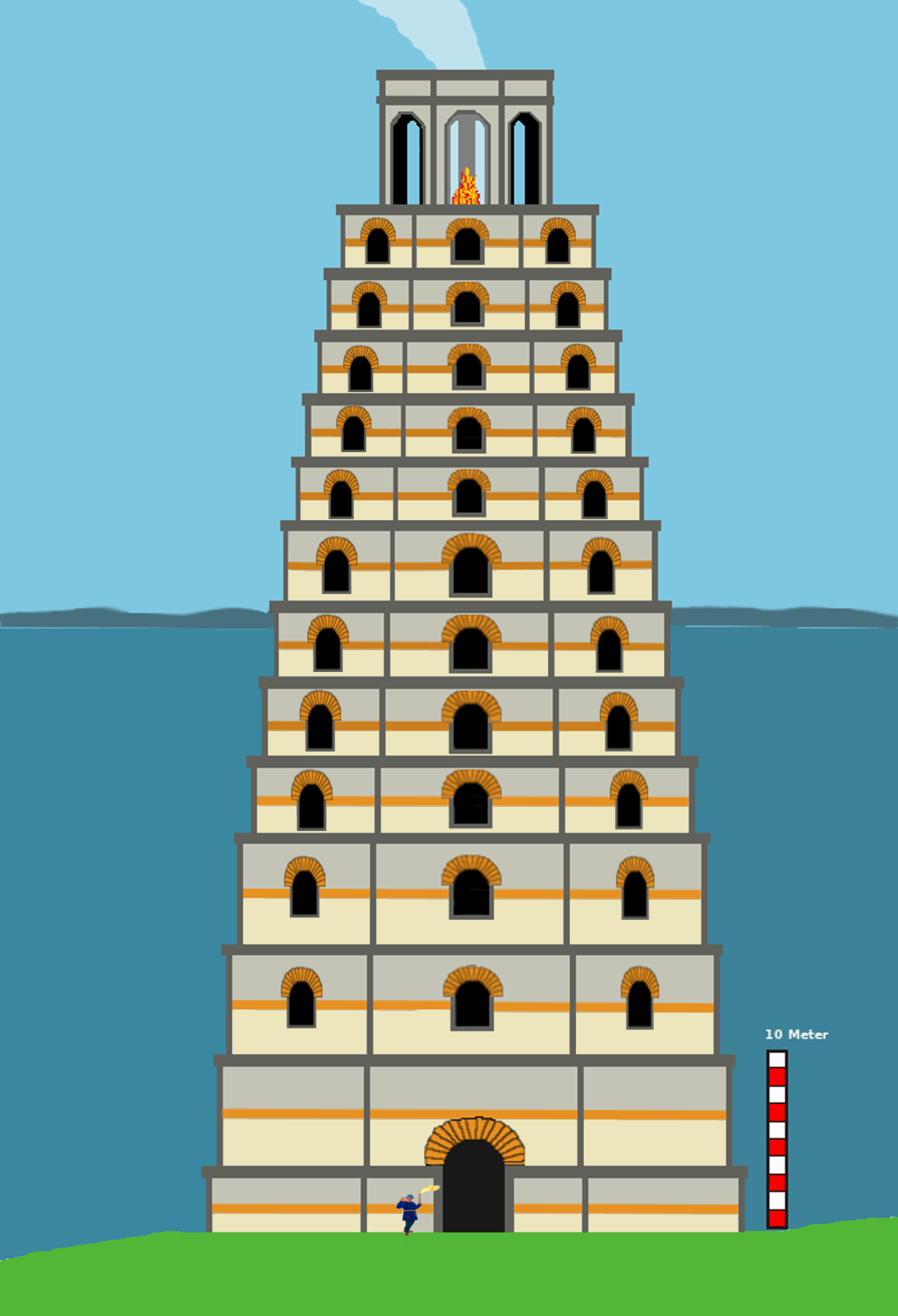
Pharos von Gesoriacum (Tour de Odre), Rekonstruktionsversuch nach Duviert, 1611 (Zustand im 4. Jahrhundert)

Die Classis Britannica (britannische Flotte) war eine in Gesoriacum (Boulogne-sur-Mer, Frankreich) stationierte Abteilung der römischen Flotte, die vor allem den Verkehr auf dem Ärmelkanal und dem schiffbaren Teil der Themse (Tamesis) kontrollieren sollte.
Der Flottenverband war seit dem 1. Jahrhundert n. Chr. in dieser Region präsent. Der Zweck der Flotte bestand darin, Soldaten und Vorräte zu transportieren, sowie den Kanal und die Seewege vor Piraten zu sichern. Der Name Classis Britannica erscheint oft auf zeitgenössischen Inschriften. Die meisten von ihnen stammen aus Gesoriacum. Er ist von flavischer Zeit bis in die Mitte des 3. Jahrhunderts bezeugt. Sie war neben der Rheinflotte (Classis Germanica) eine der größten Flottenverbände im Römischen Reich, rangierte vor allen anderen Provinzflotten und bestand – in veränderten Organisationsformen – wahrscheinlich bis ins 4. Jahrhundert n. Chr. Zahlreiche Ziegel mit dem Stempel der britannischen Flotte wurden an neun Standorten rund um die Küsten von Sussex und Kent sowie an zwei Orten in der Region Boulogne-sur-Mer geborgen. Ergänzt durch einige Grabinschriften bilden sie den wichtigsten archäologischen Beweis für die Präsenz der Flotte an beiden Seiten des Ärmelkanals.

## Funktion und Taktik
Da Britannien eine Insel ist, war die Stationierung einer eigenen Provinzflotte für die Zeit der Okkupation und nachfolgender Sicherungsaufgaben unumgänglich. Sie operierte jedoch nicht eigenständig und unabhängig, sondern stand weitgehend unter Kontrolle der Landstreitkräfte.
Ihr Operationsgebiet umfasste folgende Abschnitte:
- den Atlantik nahe der britischen Küsten,
- den Ärmelkanal,
- die Ost- und Westküste Britanniens,
- die Nordsee,
- die schiffbaren Flusssysteme Britanniens und
- die kontinentale Küste bis zur Rheinmündung.

Die Aufgaben dieser Seestreitmacht waren:
- Schutz der Gewässer um Britannien.
- Patrouillenfahrten entlang der Küstenzonen an der Nordsee bzw. dem Ärmelkanal und rund um die britischen Inseln.
- Sammeln von Informationen.
- Transporte und amphibische Militäroperationen.

Hauptaufgabe der römischen Flotte in britischen Gewässern war es, die Seewege von Gallien nach Britannien zu schützen und das Landheer in Britannien mit Nachschub zu versorgen, nicht jedoch die Verteidigung der britischen Insel im Falle einer Invasion. Aus diesem Grund befand sich ihr Hauptquartier auch in Portus Itius/Gesoriacum (Boulogne-sur-Mer). Weiters sollte sie anfangs die römischen Legionen bei ihrem Vormarsch in Britannien unterstützen und später die Küsten gegen friesische, fränkische und sächsische Seeräuber sichern. Auch der Geleitschutz für die von Britannien an die Kastelle der Rheingrenze abgehenden Getreidetransporter oblag diesen Seestreitkräften. Aufbau und Ausrüstung der Classis Britannica erfolgten in Gesoriacum, bemannt wurden die neuen Schiffe wohl zuerst mit Angehörigen der Mittelmeerflotte. Gesoriacum eignete sich besonders gut als Einschiffungshafen nach Britannien, da es am Ende einer wichtigen Römerstraße lag, die von der Rheingrenze bis an den Atlantik reichte.
Die meisten Schiffe der Classis Britannica waren im Süden und Osten der Insel stationiert. Ständige Patrouillen hielten auf dem Oceanus Britannicus (Nordsee und Ärmelkanal) nach potentiellen Raubschiffen Ausschau. Auch eine investigative Feindaufklärung ermöglichte es den Römern, diesen Bedrohungen wirksam zu begegnen. Die Taktik hierfür war immer gleich, abfangen und zerstören von Feindschiffen wenn sie sich der Küste näherten oder Plünderern und Invasoren später den Rückzug abzuschneiden sofern sie schon gelandet und ins Landesinnere vorgedrungen waren.
Zusätzlich zu diesen maritimen Aufgaben setzte die Classis Britannica ihr Personal auch bei Aufbau und Instandhaltung von Militäranlagen und Infrastruktur in Britannien ein. Bekannt sind Einsätze beim Bau von Straßen und Hafenanlagen, drei Inschriftensteine belegen auch deren Beteiligung am Bau des Hadrianswalles. Es gibt auch Hinweise, dass Flottensoldaten zur Eisenverhüttung und Holzgewinnung für den Schiffsbau in Kent eingesetzt wurden. Wissenschaftler des Mainzer Museums für Antike Schifffahrt gehen davon aus, dass römische Kriegsschiffe in Friedenszeiten auch Güter transportiert haben und entsprechend umgerüstet wurden.
CB-Ziegelstempel aus Britannien (Bardown, Beauport Park, Bodiam und Cranbrook) standen entweder direkt oder indirekt im Zusammenhang mit der dortigen Eisenindustrie. Es wird daher angenommen, dass die Classis Britannica u. a. Transportaufgaben für die Eisenminen in der Gegend von Hastings und Battle übernahm und versandfertige Eisenbarren in einem oder mehreren Häfen an den Mündungen kleiner Flüsse verlud. In Weald im Südosten Englands wurden in diesem Zusammenhang immer wieder Ziegelstempel der Classis Britannica an Orten gefunden, die mit der damaligen Eisenproduktion in enger Verbindung stehen. Die größte davon befindet sich in Beauport Park in der Nähe von Battle, East Sussex, wo mehr als 1000 dieser gestempelten Dachziegel verwendet wurden, um ein Badehaus zu überdachen, das auf dem Areal einer großen Eisenhütte stand. Andere Eisenproduktionsstätten, in denen CB-Stempel gefunden wurden, befinden sich in Bardown, in der Nähe von Wadhurst, Sussex, und Little Farningham Farm, in der Nähe von Cranbrook, Kent. Drei weitere Orte, an denen Ziegelstempel gefunden wurden, hatten in der Römerzeit noch Zugang zu schiffbarem Gewässern, bei zwei von ihnen, Bodiam und Boreham Bridge in der Nähe von Ninfield, beide in Sussex, fand man die Reste von Eisenhütten. Die Implikation ist daher, dass die Classis Britannica nicht nur Eisen transportierte, sondern auch an seiner Produktion beteiligt war.

## Schiffstypen

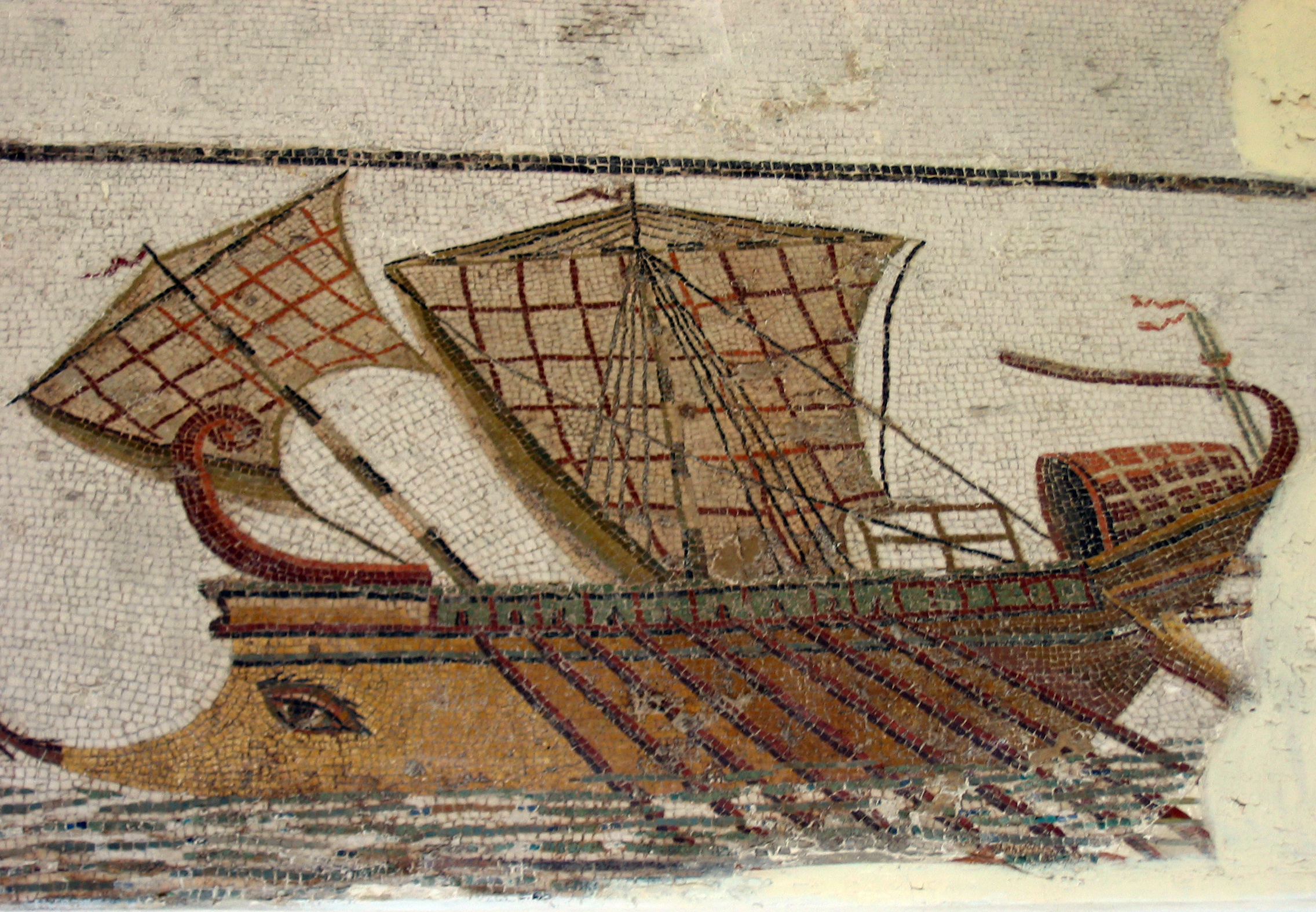
Römisches Kriegsschiff auf einem Mosaik (Tunesien)

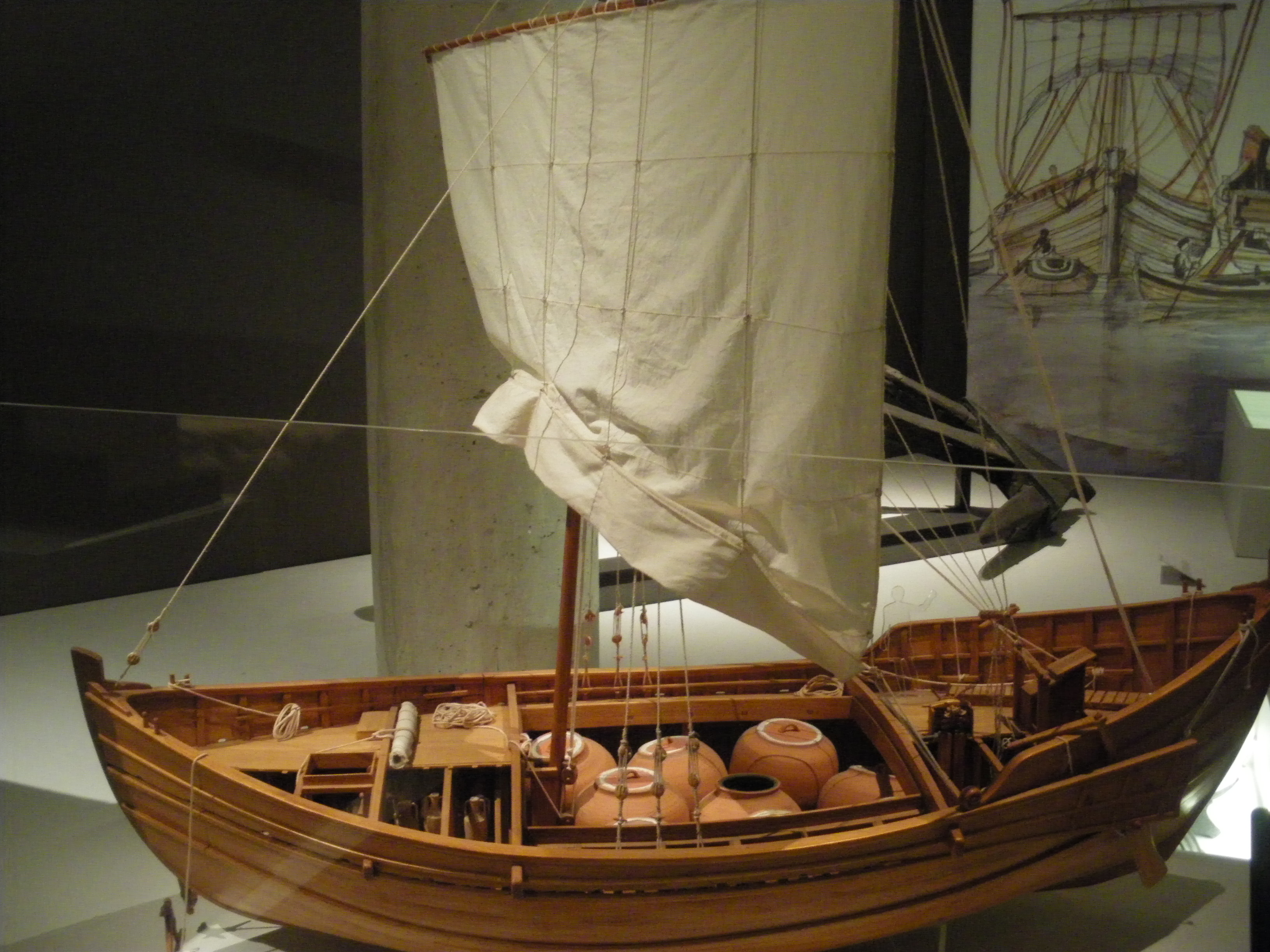
Modell eines römischen Transportschiffs (oraria navis) für den Einsatz auf Flüssen und in küstennahen Gewässern (Musée de l’Arles et de la Provence antiques)

Die Flotte setzte sich aus Kriegsschiffen (Ruderschiffen) und Transportern (Seglern) zusammen. Die Kriegsschiffe waren zumeist Biremen oder Liburnen (Zweireiher), mit einer Trireme (Dreiruderer) als Flaggschiff. Für eine größere Anzahl von Triremen bestand kein Bedarf, da es in diesen Gewässern keine gegnerischen Schiffe dieser Größe gab. Sie wären gegen die viel kleineren, schnellen und wendigen Ruderschiffe der örtlichen Piraten auch nutzlos gewesen. Die Biremen waren mit zwei abgedeckten Ruderbänken ausgestattet, mit einem Mann pro Ruder. Das Deck sollte sie hauptsächlich vor dem Wetter und starkem Seegang als vor dem Feind schützen. Die Schiffe waren ca. 30,5 m lang und 5,5 m breit. Zusätzlich verfügten sie noch über Rammsporne und Ballisten als Bewaffnung. Die Mannschaft bestand aus etwa 100 Ruderern und einer Abteilung Marinesoldaten. Ab der Spätantike wurde ein kleineres Kampfschiff für den Küstenschutz eingeführt, die Navis Lusoria. Darüber hinaus wurden Kutter, Ruderboote sowie eine Vielzahl von Handels- und Transportschiffen eingesetzt. Letztere wurden normalerweise nach romanisch-keltischer Tradition auf Kiel gelegt. Der Oceanus Britannicus war jedoch für seine tückischen Gewässer mit massiv auftretenden Gezeiten und Strömungen, oft gepaart mit heftigen Stürmen, berüchtigt. Der Kanal und die Nordsee sind zudem im Winter viel anfälliger für Starkwinde als die stürmischste Region des Mittelmeers. Im Mittelmeer sind die Gezeiten kaum wahrnehmbar, im Gegensatz zur britischen Küste, wo sie zweimal täglich zwischen 1,5 und 14 Meter steigen und fallen können. Die gallischen und britischen Werften mussten wegen dieser, wesentlich raueren Bedingungen daher spezielle Schiffe auf Kiel legen, die ihnen besser standhalten konnten. Sie wurden mit hochgezogenem Bug und Heck konstruiert, um sie so besser vor schweren Hochseebrechern zu schützen. Sie verfügten aber auch über flache Böden, die es ihnen ermöglichte, gefahrlos durch die Küstengewässer zu navigieren, in die seichten, tief eingeschnittenen Flussmündungen einzufahren und auch bei Ebbe auszulaufen.
An Schiffsnamen sind bekannt:
- Ammillia Augusta Felix (?)
- Pacatrix Augusta (?)
- Radians (Trireme)

## Flottenkommando, Offiziere und Mannschaften
Flottenoberbefehlshaber war ein vom Senat bestimmter Legat (legatus pro praetore) der sein Kommando ganz oder teilweise an einen Präfekten abgeben konnte. Der praefectus classis war dem Statthalter der jeweiligen Provinz verantwortlich. Er war aber wahrscheinlich der Autorität des britischen Legaten und nicht der des Legaten der Gallia Belgica unterstellt. Die Präfekten hatten vorher meist schon das Amt eines Procurators innegehabt. Einem Flottenpräfekten stand als Stabschef und Stellvertreter ein Unterpräfekt (subpraefectus) zur Seite. Unter diesen rangierte noch der praepositus classis, zu jeder Flotte gehörten meist zwei dieser Offiziere. Er übernahm manchmal auch selbstständige Kommandos. Die oben genannten Offiziere verfügten über ihren eigenen Stab mit deren Adjutanten.
Als Flottillenchef wurde im Bedarfsfall ein nauarchus princeps oder nauarchus archigybernes eingesetzt. Er entspricht in etwa dem Rang eines heutigen Konteradmirals. Im 3. Jahrhundert wurde der Rang des Flottentribunen eingeführt (tribunus classis). Er übernahm die Aufgaben des ersten Nauarchen. Später nannte man ihn auch tribunus liburnarum (= Tribun der Kriegsschiffe).
Befehlshaber:
| Datierung   | Name                                     | Anmerkung |
| ----------- | ---------------------------------------- | --------- |
| Hadrian     | M. Maenius Agrippa L. Tusidius Campester |           |
| um 133/140  | L. Aufidius Panthera                     |           |
| um 140      | Q. Baienus Blassianus                    |           |
| um 150      | Sex. Flavius Quietus                     |           |
| nach 140    | T. Varius Priscus                        |           |
| 286 bis 293 | Carausius                                |           |
| 293 bis 296 | Allectus                                 |           |

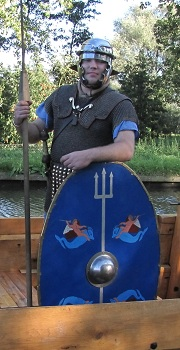
Römischer Marinesoldat (2. Jahrhundert n. Chr.)
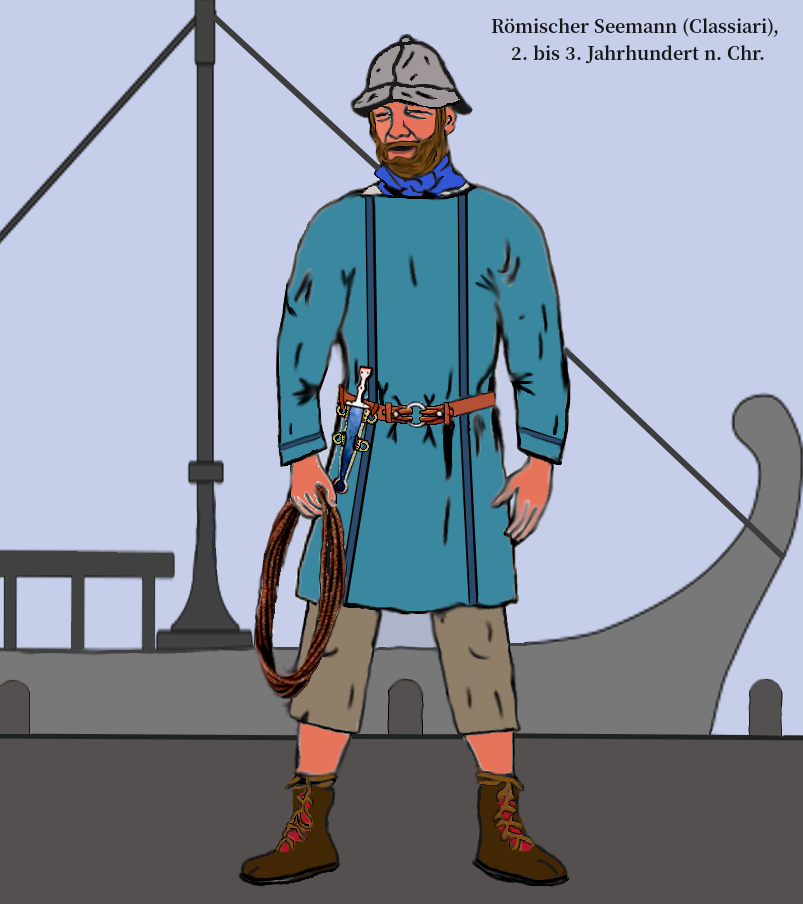
Classiari der CB (spätes 2. oder frühes 3. Jahrhundert n. Chr.)

Die Mannschaft (classiari/classici) unterteilte sich in zwei Gruppen, das nautische Personal und die Marineinfanterie. Eine Schiffsbesatzung bestand aus
- den Offizieren (trierarchus = Kapitän),
- den Ruderern (remiges) und
- einer Zenturie Marinesoldaten (manipulares/milites liburnarii).

Ihre Dienstzeit betrug 26 Jahre (vgl. Legionär 20 bis 25 Jahre), ab dem 3. Jahrhundert 28 Jahre, vereinzelt weiß man auch von noch längeren Dienstzeiten. Der in Gesoriacum stationierte und im Alter von 65 Jahren verstorbene Marinesoldat Didio diente z. B. 35 Jahre in der Flotte. Nach ihrer ehrenvollen Entlassung (honesta missio) wurden sie mit Geld oder Land abgefunden. In der Regel erhielten sie auch das Bürgerrecht zugesprochen, wenn sie als peregrini (= Fremde) der Flotte beigetreten waren. Die Heirat war ihnen erst nach Beendigung des aktiven Dienstes gestattet. Waffen und Uniformen ähnelten stark den der Legionen. Nur Flaggen und Insignien, die an den Schiffen angebracht waren und deren Bemalung, unterschieden die Flottenverbände voneinander. Stoffreste zeigten, dass viele Tuniken offenbar in verschiedenen Blautönen eingefärbt waren – von azurblau bis dunkelblau, aber auch graue und weiße Exemplare sind bekannt, Farben wie sie auch heute noch von Seeleuten getragen werden. Die Mäntel waren manchmal gesäumt und man trug dazu Helme oder graue Filzkappen wie man sie z. B. in Ägypten gefunden hat. Dolch und Kurzschwert (Gladius) waren an einen Ledergürtel mit Cingulum befestigt. Die Marineinfanterie führte im Kampf auch einen Schild (Scutum). Die Schilde waren wohl ebenfalls mit den Insignien der Flotte bemalt in der sie dienten.

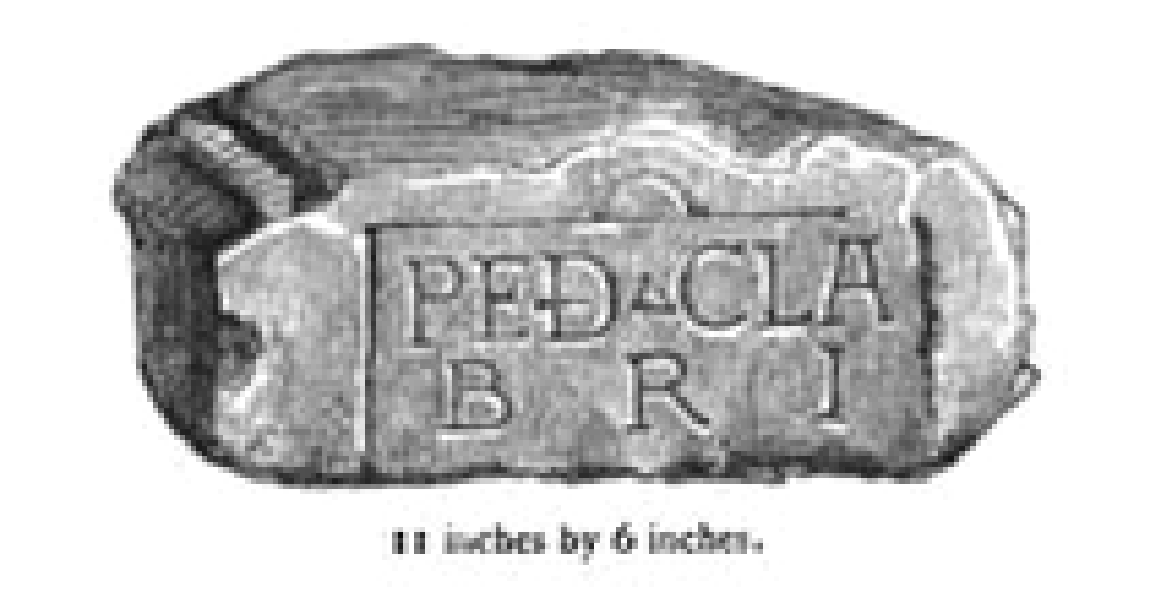
Centurialstein der Classis Britannica (Birdoswald/Hadrianswall)

Durch zahlreiche Inschriften wurden auch Namen, militärische Laufbahn und Ränge von Angehörigen der Classis Britannica bekannt:
- Ein Weihealtar, der als Spolie in das Osttor des Kastells in Lympne eingemauert war, wurde vom Flottenpräfekten Lucius Aufidius Pantera gestiftet und konnte auf die Zeit um 140 n. Chr. datiert werden.
- Drei Bauinschriften wurden am Hadrianswall, in den Kastellen von Netherby und Birdoswald aufgefunden und berichten von durch Flottensoldaten durchgeführte Bauarbeiten, desgleichen eine im Portikus des Getreidespeicher im Kastell Benwell.

Dies sind u. a. eine der wenigen Inschriften aus Britannien, die die Classis Britannica namentlich nennen.
Auch außerhalb Britanniens tauchten diesbezügliche Inschriften auf, wie z. B. in Boulogne, weitere Exemplare stammen aus anderen Teilen des Reiches:
- Unter den ersten Flottenoffizieren befand sich T. Claudius Aug. L. Seleucus, ein Freigelassener des Kaisers Claudius (41-54), der aus dem östlichen Mittelmeerraum stammte.
- Ein namentlich unbekannter Ritter des 2. Jahrhunderts, kommandierte nach seiner Ernennung zum Unterpräfekten der ravenatischen Flotte Pannonier, Moesier und Germanen.
- Eine Inschrift aus Ostia bei Rom nennt einen Offizier, der zuerst im Stab der Prokuratoren in Armenien und Kappadokien diente, er erhielt später ein Kommando in der Classis Britannica und beschloss seine militärische Laufbahn als Befehlshaber der ravenatischen Flotte.
- S. Flavius Quietus wurde während der Regierungszeit des Antoninus Pius (138-161) oder Caracalla (211-217), vom Primus Pilus der Legio XX Valeria Victrix zum Präfekten der Classis Britannica befördert.
- Eine Inschrift aus Arles nennt den Afrikaner Saturninus, einen Schiffskommandanten der während der Regierungszeit des Philippus Arabs (244–249) – in der Mitte des 3. Jahrhunderts – in der Flotte diente. Sie ist die bislang jüngste epigraphische Quelle, die den Namen Classis Britannica (zusammen mit den Ehrennamen Philippiana) überliefert. Auf ihr wird der Flottendienst auch als Teil des Cursus honorum bezeichnet.[12]

## Stützpunkte

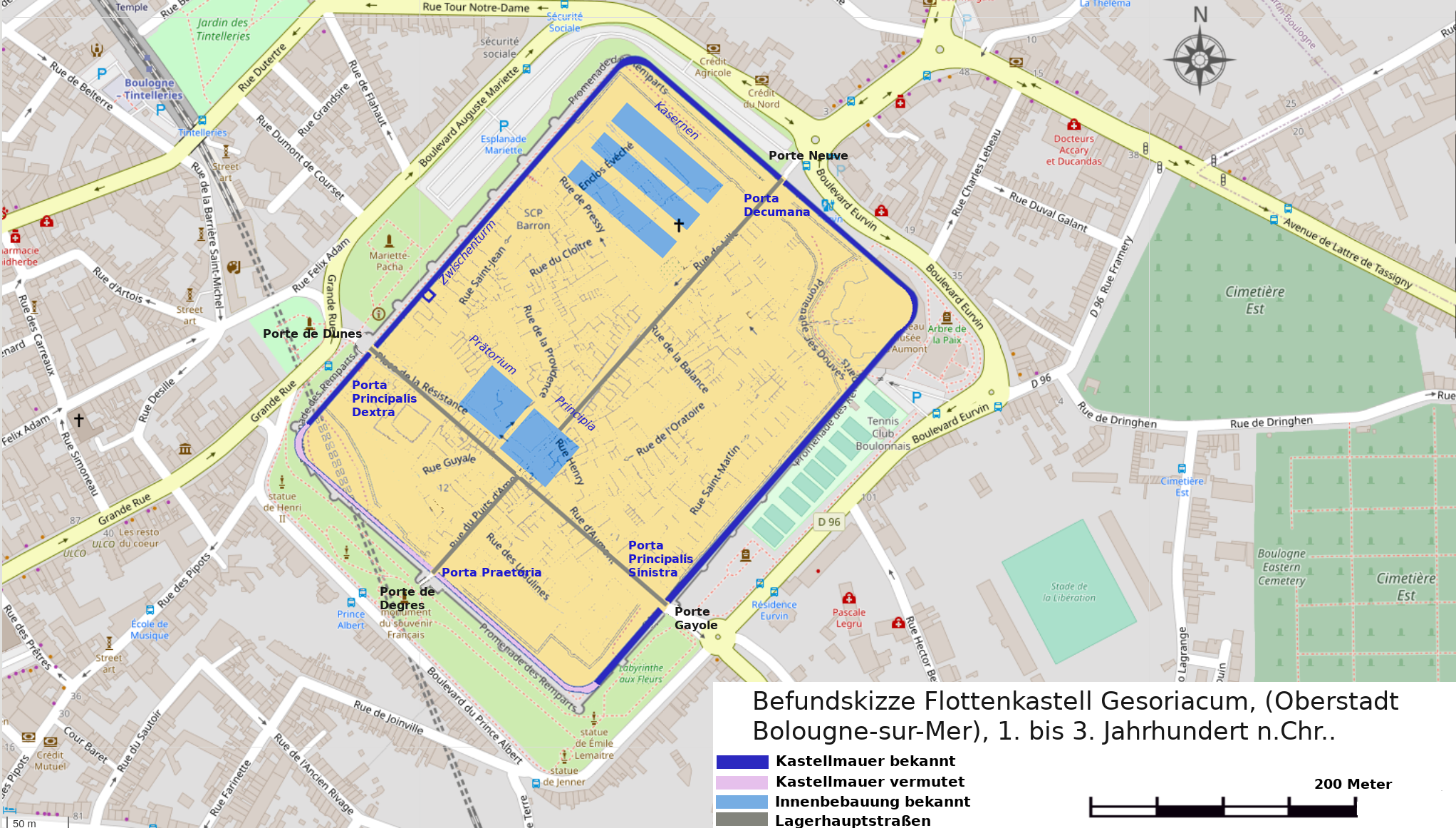
Befundskizze Flottenkastell Gesoriacum (2. bis 3. Jahrhundert)

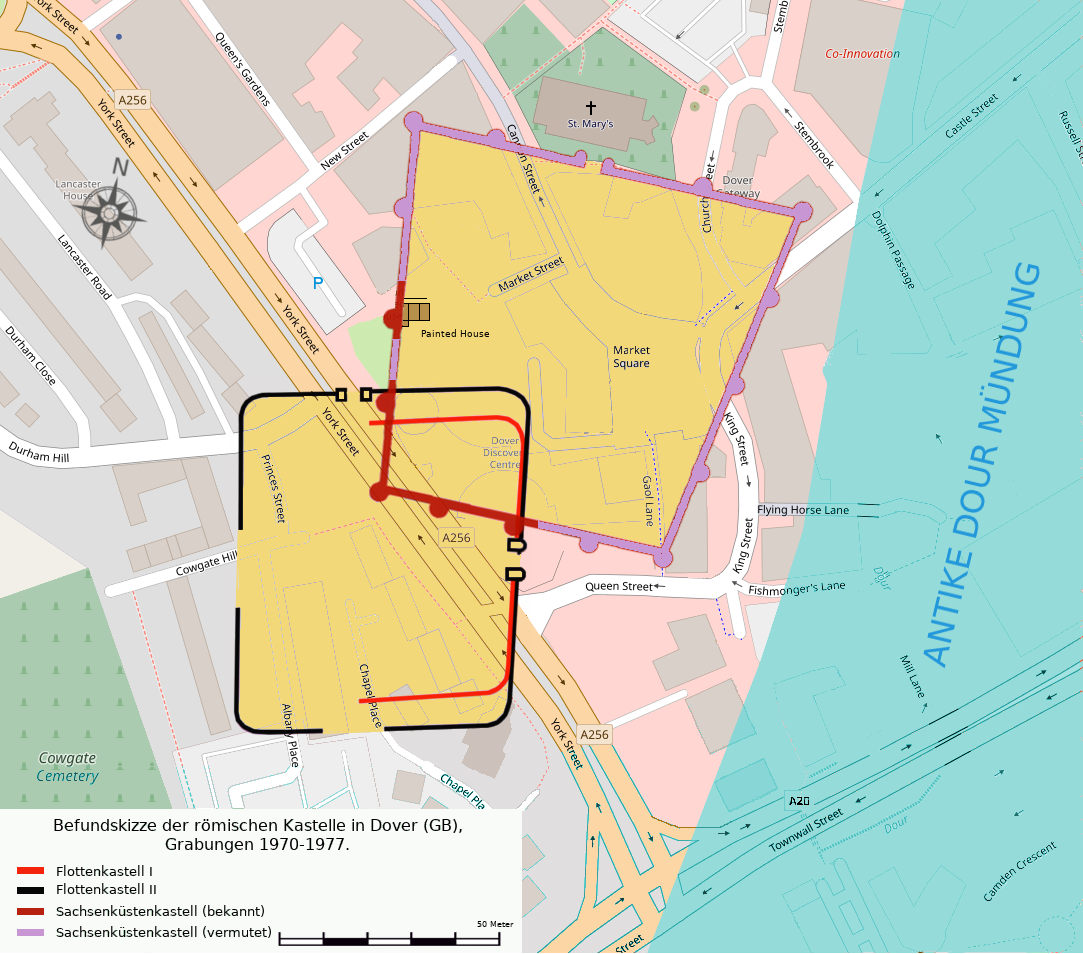
Befundplan der Kastelle von Dover (2. bis 4. Jahrhundert)

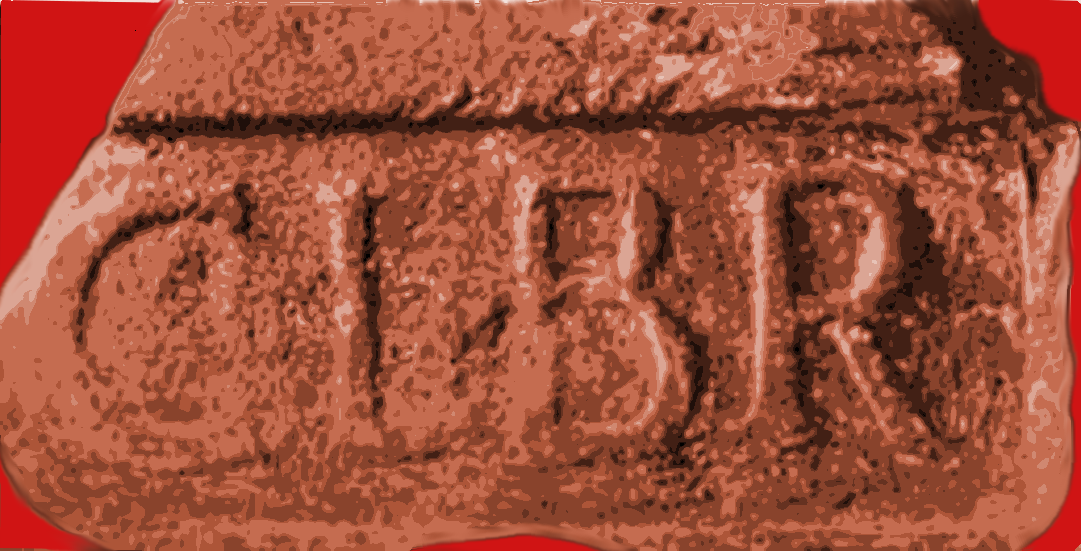
Ziegelstempel der Classis Britannica (Dover, Market Street)

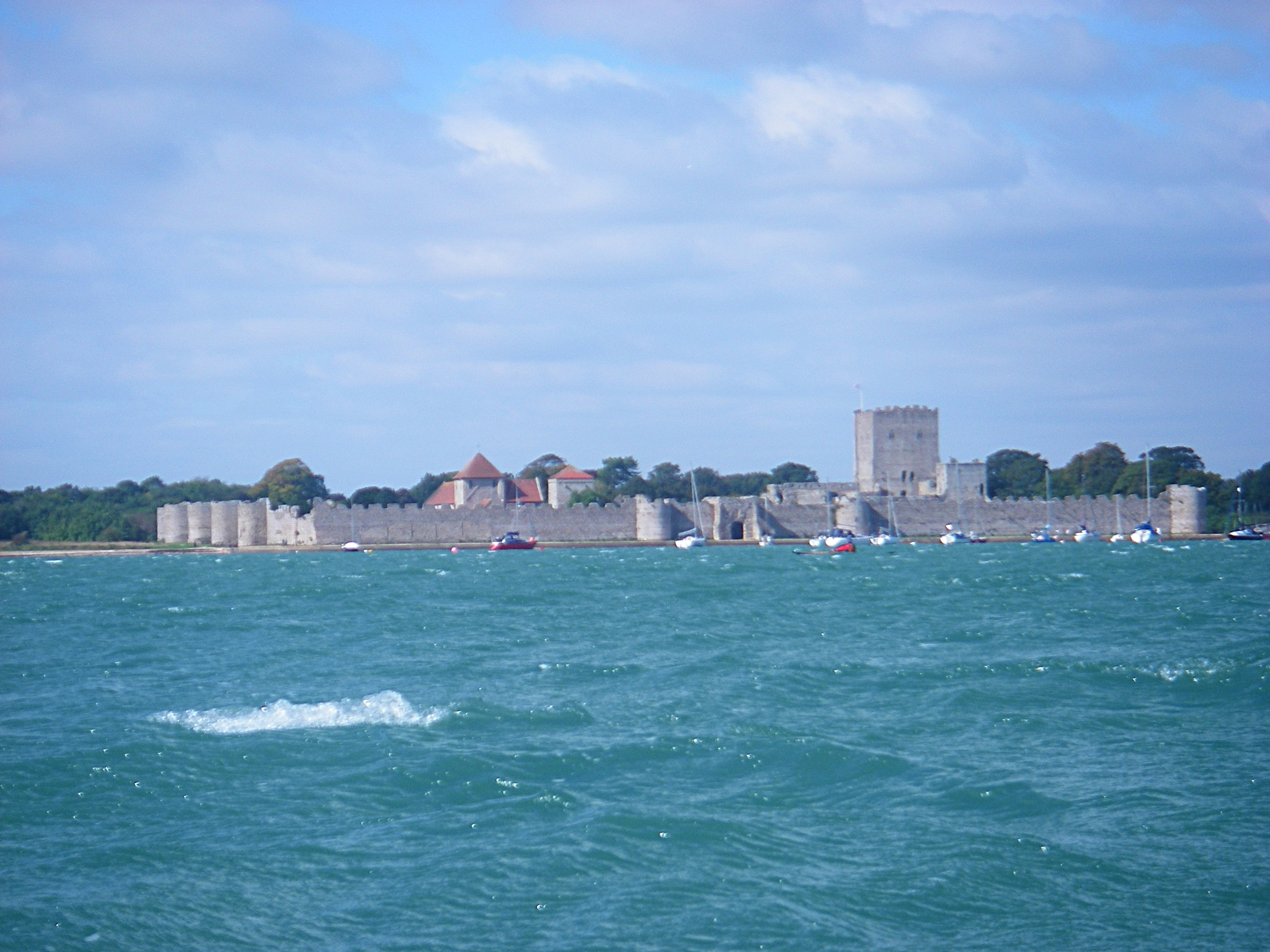
Ruine von Portchester Castle, am Ende des 3. Jahrhunderts vorübergehend das Hauptquartier der CB (Portus Adurni)

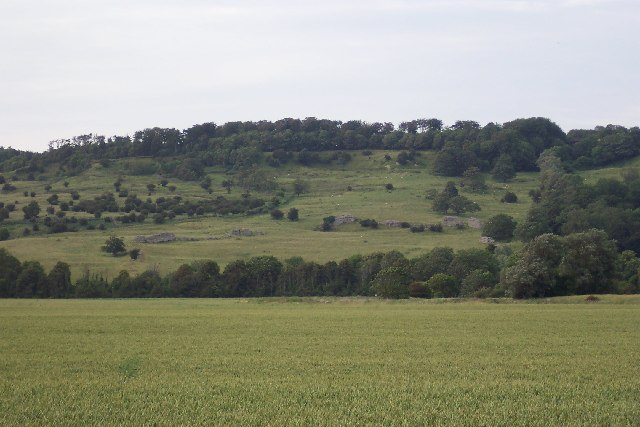
Blick aus Süd auf den Kastellhügel und das antike Hafenbecken von Lympne/Sachsenküstenkastell Portus Lemanis

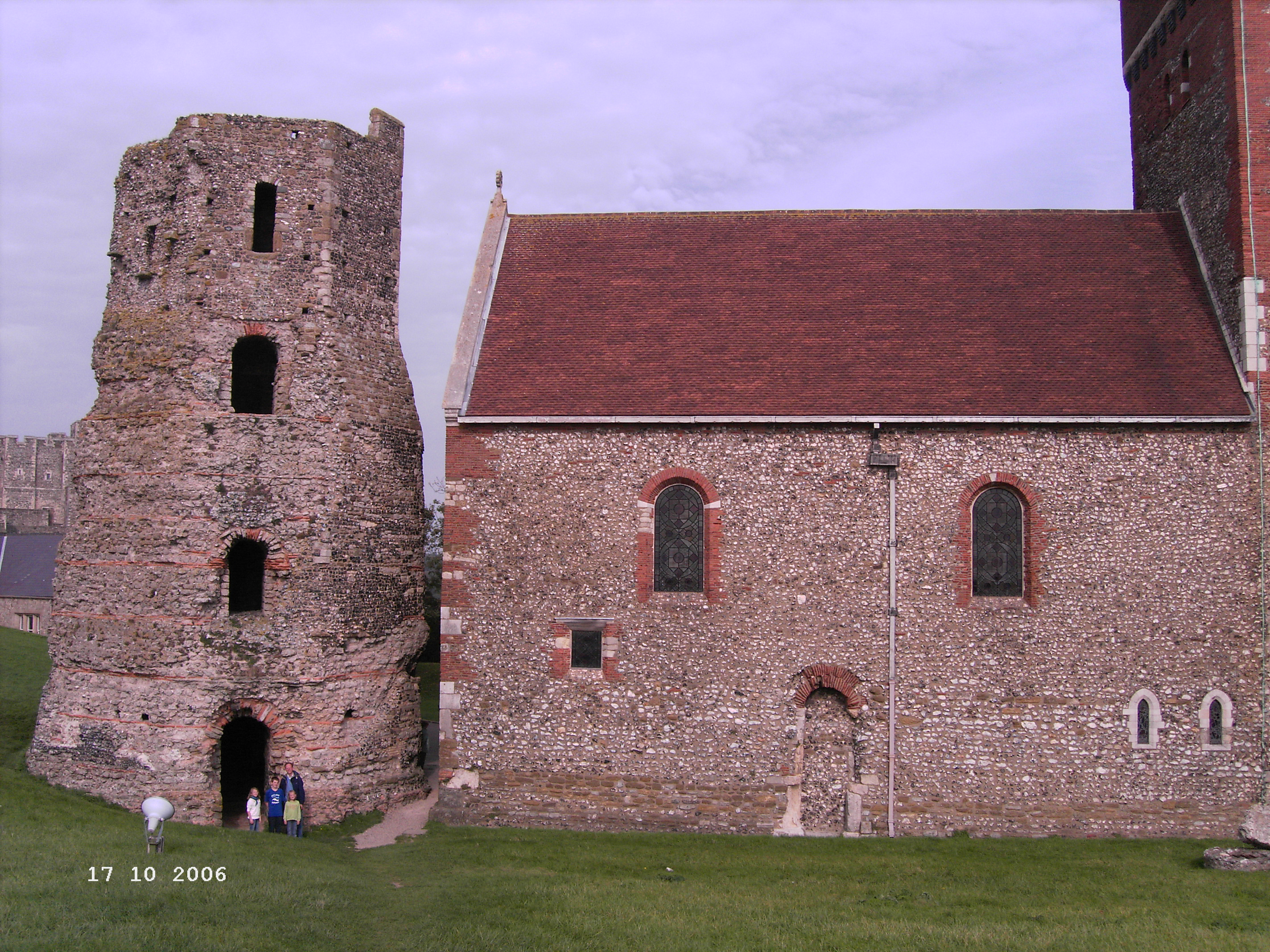
Ruine des römischen (östlichen) Leuchtturms des ehemaligen Kriegshafens Portus Dubris im Dover Castle, Englands besterhaltenes antikes Baudenkmal, daneben die Kirche St. Mary in Castro

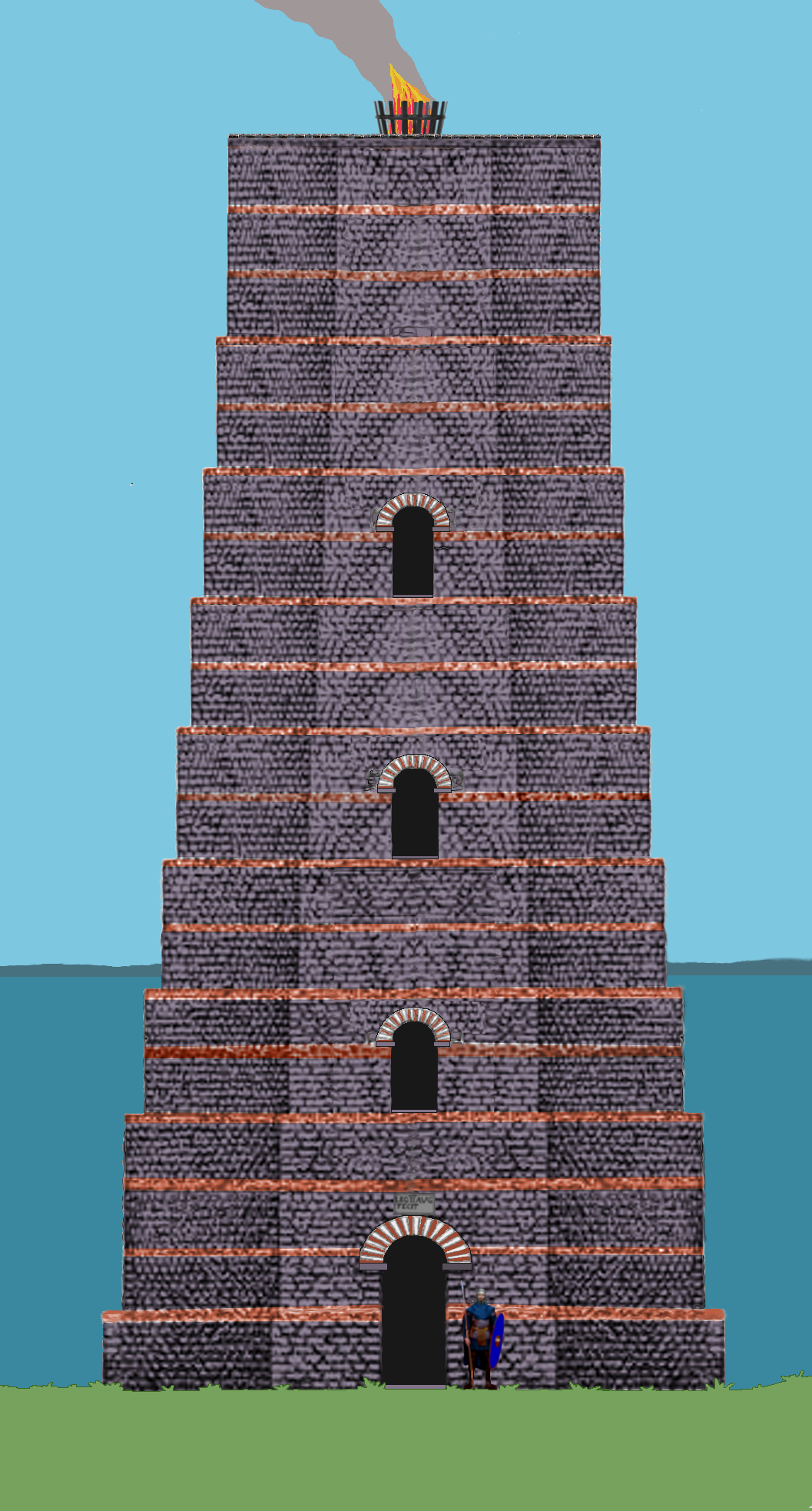
Rekonstruktionsversuch des westlichen Pharos von Portus Dubris (Drop Redoubt), Zustand im 4. Jahrhundert n. Chr.

Der wichtigste Stützpunkt auf britannischer Seite war wahrscheinlich Portus Dubris/Dobrae (Dover). Die Mehrzahl der dort vorgefundenen Ziegel der einstigen römischen Festung tragen auch die Initialen CL[assis] BR[itannica]. Obwohl ihre meisten Stützpunkte in Britannien lagen, befand sich das Flottenhauptquartier (navalia) in Gallien, in der Hafenstadt Portus Itius (früher Gesoriacum, die Unterstadt, und Bononia, die Oberstadt, heute Boulogne-sur-Mer, Frankreich). Die Marinesoldaten waren dort in einem eigenen, 12,45 ha großen Kastell kaserniert (erbaut im 2. Jahrhundert), das Platz für bis zu 4.000 Mann bot. Es war bis 296 Hauptstützpunkt (unter Carausius war das Flottenkommando vorübergehend in Portus Adurni untergebracht) und wurde dann später in das Kastell Rutupiae (auch Portus Ritupis; Richborough, England) verlegt.
| Antiker Name                                         | Nächstgelegener Ort                                                     |
| Anderitum                                            | Pevensey bei Eastbourne, Sachsenküste, England                          |
| Portus Adurni                                        | Portsmouth, Sachsenküste, England                                       |
| Arbeia                                               | South Shields, Nachschubdepot/Hafen f.d. Hadrianswall, England          |
| Alauna                                               | Küstenschutz Cumbria, Maryport, England                                 |
| Branodunum                                           | Brancester, Sachsenküste, England                                       |
| Castra Exploratorum                                  | Netherby, Hadrianswall, Marinedepot ohne Hafenanlage                    |
| Glannoventa                                          | Ravenglass, Küstenschutz Cumbria, England                               |
| Clausentum ?                                         | Bitterne bei Southampton, Sachsenküste, England                         |
| Cramond                                              | bei Edinburgh am Firth of Forth, England                                |
| Deva                                                 | Legionslager Chester, England                                           |
| Dubrae auch Portus Dubris                            | Dover, Sachsenküste, England                                            |
| Gariannonum                                          | Burgh Castle bei Great Yarmouth, Sachsenküste, England                  |
| unbekannt                                            | Kastell Caister-on-Sea bei Great Yarmouth, Sachsenküste, England        |
| Glevum                                               | Gloucester, England                                                     |
| Isca Silurum                                         | Legionslager, Caerleon bei Newport, England                             |
| Lemanae, auch Portus Lemanis                         | Lympne, Sachsenküste, England                                           |
| Londinium                                            | London, England                                                         |
| Petuaria, auch Pretorio                              | Brough-on-Humber, England; wahrscheinlich der Hafen von Eboracum (York) |
| Pons Aelius                                          | Newcastle, England; Kastell des Hadrianswalls am Tyne                   |
| Portus Magnus                                        | Portsmouth, England                                                     |
| Regulbium                                            | Reculver, Sachsenküste, England                                         |
| Segontium                                            | Caernarvon, Wales                                                       |
| Gesoriacum (navalis/Hauptquartier)                   | Boulogne-sur-Mer, Frankreich                                            |
| Condivincum, später auch als Portus Namnetum bekannt | Nantes, Frankreich                                                      |
| Portus Ulterior                                      | Ambieteuse, Frankreich                                                  |
| Venetae, später auch als Dariorigum bekannt          | Vannes, Sachsenküste, Frankreich                                        |

## Flottenoperationen

### Zeitenwende bis 2. Jahrhundert
Vorläufer der Classis Britannica war vielleicht die von Gaius Iulius Caesar 56 v. Chr. im Krieg gegen die Veneter aufgestellte Flotte in Gallien. Deren Einheiten wurde in den Jahren 55 bis 54 v. Chr. auch für seine beiden Landungen in Britannien eingesetzt. Bei den antiken Historikern gibt es keine literarischen Hinweise auf eine Classis Britannica. Cassius Dio streicht jedoch die wichtige Rolle der Flotte während der Invasion von 43 n. Chr. heraus. Laut einer Passage bei Florus soll in Gesoriacum von 12 bis 9 v. Chr. eine Flotte aufgebaut worden sein. Sie sollte ursprünglich die Operationen des Drusus gegen die Germanen unterstützen. Derzeit gibt es jedoch keine Hinweise auf die damalige Existenz einer stehenden Flotte. Es ist daher wahrscheinlicher, dass die Aufstellung der Classis Britannica auf die fehlgeschlagene Caligula-Expedition im Jahr 39 oder auf die Vorbereitungen für die Invasion Britanniens im Jahr 43 zurückzuführen ist.
Nachdem Cunobelinus, König der Catuvellaunen, von 37 bis 41 das südöstliche Britannien besetzt und damit die Römer provoziert hatte, holte Kaiser Claudius 43 zum entscheidenden Schlag gegen die Briten aus. Der Feldherr Aulus Plautius landete mit seiner Flotte vier Legionen in Kent an, um mit ihnen anschließend weiter nach Norden vorzustoßen. Da später die zunehmende Piraterie im Kanal den Warenverkehr zwischen Britannien und dem übrigen Reich empfindlich störte, war Kaiser Claudius gezwungen, eine eigene Seestreitmacht für diese Region aufzustellen. Auch bis zur endgültigen Eroberung eines Großteils der Insel spielte die Classis Britannica noch eine wichtige Rolle, da sie durch ihre amphibischen Operationen das Landheer wirksam unterstützte.
Erstmals literarisch erwähnt wird sie im Zuge der Revolte des Iulius Civilis in den Jahren 69–70 n. Chr. In dieser Zeit brachte die britische Flotte die Legio XIV nach Niedergermanien. Viele ihrer Einheiten wurden aber bei einem Überraschungsangriff der Cananefaten zerstört. Durch Verrat fielen auch 24 Einheiten der Rheinflotte im Jahre 69 in die Hände der aufständischen Bataver. Aus diesen und einigen nachgebauten Schiffen stellten die Bataver ihre eigene Flotte zusammen, deren Aufgabe darin bestand, die gallischen Getreidetransporte für die Armee in Germanien an Maas-, Rhein- und Scheldemündung abzufangen. Zu ihrer Bekämpfung mussten auch britannische Einheiten herangeführt werden. Weder der britannischen noch der Rheinflotte gelang es aber entscheidende Erfolge bei der Bekämpfung des Aufstandes zu erringen.

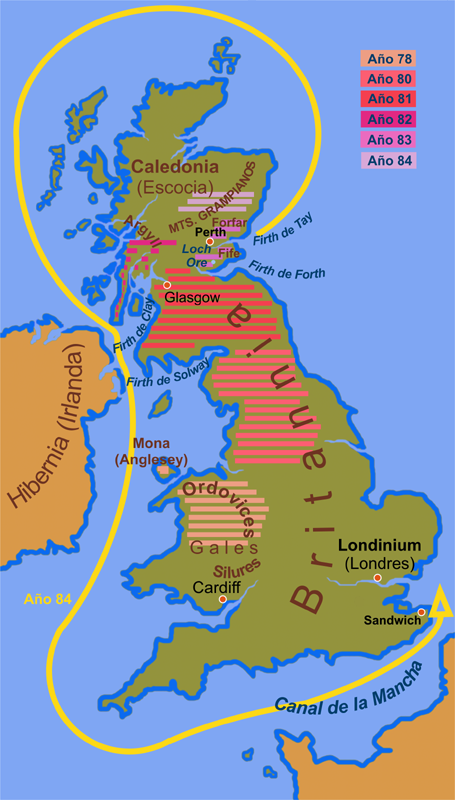
Route der Umrundung Britanniens durch Agricolas Flottenverband

Im Jahre 78 begann der Statthalter Gnaeus Iulius Agricola mit seinen Feldzug gegen die Kaledonier in Nordschottland. Im Sommer 82 meuterte eine Kohorte der Usipeter, bemächtigte sich mehrerer Kähne und wollte auf diesen in ihre Heimat entkommen. Die Flüchtigen umsegelten Britannien, erlitten aber Schiffbruch und fielen Sueben und Friesen in die Hände, die sie teilweise als Sklaven verkauften. Die Operationen der britischen Flotte während eines Feldzuges werden am besten während der Kampagne von Agricola beschrieben. Sie war ein integraler Bestandteil der Armee bei ihrem Vordringen nach Nordbritannien und wurde als Versorger, aber auch bei Kämpfen eingesetzt. Zwischen 82 und 84 fanden im Rahmen dieses Feldzuges auch zahlreiche Vorstöße der Flotte bis an die Ostküste Schottlands statt. Tacitus berichtet u. a., dass die Marineinfanteristen bevorzugt für Überraschungsangriffe verwendet wurden. Im Jahre 84 umsegelte Agricola während einer Flankenschutzoperation auch das Promunturium Calidonia (die Nordspitze Schottlands, heute Duncansby Head). Der römische Historiker Tacitus berichtet in seiner Biographie des Agricola, dass dieser mit der römischen Flotte auch die britischen Inseln umfahren und dabei endgültig die Inselgestalt Britanniens bewiesen habe. Während der Fahrt seien unter anderem die orcades (Orkney-Inseln) entdeckt und für das Reich beanspruchte worden. Die Classis Britannica unterstützte die entlang der Ostküste Schottlands vorstoßenden Legionen auch mit Nachschub. Parallel dazu setzte Agricola seine Schiffe an der West- und Nordküste zur Aufklärung ein. So wurden neben den Orkneys auch die Hebriden und auch ein Teil der hibernischen (irischen) Küste erkundet. Dieser Feldzug war für die britische Flotte daher auch eine große nautische Leistung, da sie sich bei der Umrundung der britischen Insel, nördlich von Schottland, sowie bei den die Orkneys in bis dahin völlig unbekannten Gewässern kreuzte. Tacitus hebt dabei auch den Wert einer schlagkräftigen Flotte hervor. In seinem Bericht über Agricolas Feldzüge lobt er deren Taktik noch vor Eintreffen der Landstreitkräfte überraschend anzugreifen, die Küsten zu verwüsten und plündern, wodurch sich bei den Briten der Eindruck verstärkte, der militärischen Macht Roms weitgehend hilflos ausgeliefert zu sein.
Kaiser Hadrian sicherte anlässlich seines Besuches auf der Insel im Jahre 122 die Eroberungen seiner Vorgänger weiter ab und ließ überall in der Provinz die Befestigungen erneuern oder neue Anlagen errichten. Beim größten dieser Projekte, dem Hadrianswall, beteiligten sich auch Angehörige der Flotte. Über diese Hinweise hinaus ist wenig über die Arbeit der Flotte in den nachfolgenden zwei Jahrhunderten bekannt. Die Kanalflotte gewährleistete hauptsächlich den Transfer von Truppen und deren Versorgung mit Ausrüstung und Nahrungsmitteln, zu denen zusätzliche Aufgaben wie der Betrieb von Ziegeleien und Eisengruben hinzukam. Sie fungierte daher wohl ab da eher als Transportunternehmen und nicht primär als Kampfverband.

### 3. Jahrhundert
Die Classis Britannica rückte erst 196 wieder in den historischen Fokus, als der britannische Statthalter Clodius Albinus gegen seinen Thronrivalen Septimius Severus vorging. Er muss hierfür die Flotte auf seine Seite gezogen haben, da er sie benötigte, um mit seinen Truppen rasch auf den Kontinent übersetzen zu können. Aber ihre Mannschaften dürften – nach der vernichtenden Niederlage des Albinus in der Schlacht von Lugdunum (zumindest zeitweise) in Ungnade gefallen sein. In den Jahren 208 bis 210 führte Kaiser Septimius Severus einen äußerst verlustreichen Feldzug gegen die Caledonier und Maeataer in Nordschottland. Severus überquerte den Ärmelkanal mit einem riesigen Heer, dies wurde sicher wieder zum großen Teil von der Classis Britannica transportiert, die hiefür alle Häfen an der Ostküste anlaufen musste. Die Flotte unterstützte später das Landheer, indem sie seine Flanke von See her sicherte und den Nachschubtransport organisierte. Der Kaiser startete seinen Feldzug im Jahr 209 und setzte dafür 50.000 Mann plus 7.000 Marinesoldaten und Seeleute ein. Um den Nachschub zu sichern wurden das Kastell und der Hafen von Arbeia (South Shields) massiv erweitert. Die Getreidespeicher wurden z. B. um den Faktor zehn erhöht. Als Severus enorme Streitmacht nach Norden zog, verheerte die Flotte wieder die feindlichen Küsten, um ihre Bewohner zu terrorisieren und Landepunkte zu sichern. In Cramond am Forth und Carpow am Tay wurden Stützpunkte eingerichtet. Einige Schiffe drangen dabei auch wieder bis zum nördlichsten Punkt der britischen Inseln vor, Seegefechte fanden aber nicht statt. Die Flotte wurde für ihren Einsatz später durch eine Reihe von Münzemissionen geehrt, die Marinemotive zeigten. Die Nachfolger des Severus verfolgten danach in Britannien keine offene Expansionspolitik mehr, sodass die Classis Britannica nun wieder primär als Küstenwache, für die Piratenbekämpfung sowie Getreide- und Versorgungstransporte herangezogen wurde. Die Flotte dürfte aber ihre alten britischen Stützpunkte ab den zwanziger Jahren des dritten Jahrhunderts nach und nach aufgegeben haben, der Rest der Flotte in Bononia hatte wohl noch etwas länger Bestand. Eine in Arles gefundene Inschrift erwähnt den Saturninus, der um 240 Trierarch (Kapitän) in der Classis Britannica war. Sie bestätigt zumindest, dass zur Zeit der Herrschaft von Gordian III. (238–244) noch eine Einheit mit diesem Namen existierte. Sie operierte von Bononia aus, dessen Kastell und Marinebasis anscheinend bis in diese Zeit genutzt wurden. Während der Barbareneinfälle in den Jahren 256 bis 275 wurden die Anlagen der Flotte jedoch zerstört und ebenfalls aufgegeben.

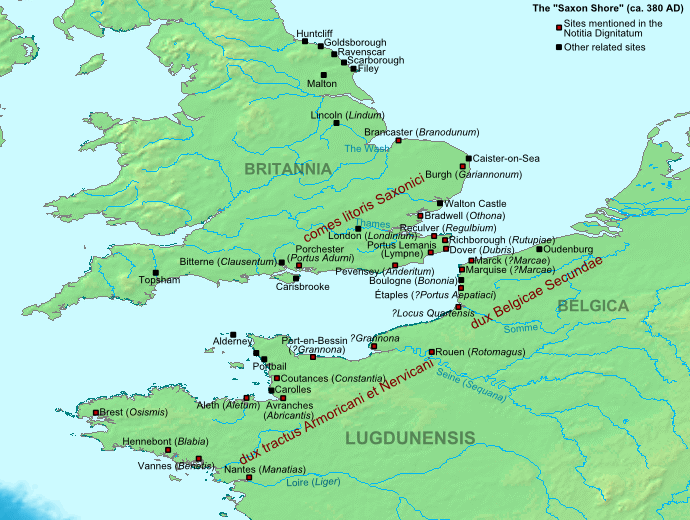
Lage der Sachsenküste-Kastelle und Stützpunkte der Classis Britannica auf beiden Seiten des Ärmelkanals

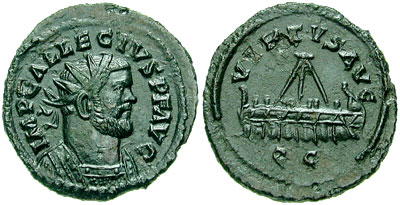
Münze des Allectus, am Revers die Abbildung eines Kriegsschiffes als Symbol der britannischen Flotte

Ab 275 bekämpften die Seestreitkräfte verstärkt sächsische und fränkische Karperschiffe, die immer öfter plündernd die Kanal- und Ostküste Britanniens heimsuchten. Diese Bedrohung führte spätestens im dritten Jahrhundert zur Gründung von neuen Küstenkastellen beiderseits des Kanals (Sachsenküste), zu deren Besatzungen auch Marineeinheiten gehört haben müssen. Diese waren mit kleineren und schnellen Schiffen ausgestattet worden, mit denen man die Plünderer in ihren wendigen Ruderschiffen besser bekämpfen konnte. 286 erhielt der Flottenpräfekt M. Aurelius Musaeus Carausius den Auftrag, die immer mehr um sich greifende Piraterie im Kanal und auf der Nordsee zu bekämpfen. Für diese Aufgabe wurden von ihm auch zahlreiche ehemalige fränkische Piraten in seine Flotte aufgenommen. Der Panegyricus für Constantius Chlorus erwähnt eine „…Flotte, die früher die Gallier beschützte…“, die Carausius durch den Bau einer „…Vielzahl von Schiffen…“ erheblich vergrößert hatte, was darauf hindeutet, dass noch ein Marineverband in Gesoriacum/Bononia (Boulogne-sur-Mer) stationiert war, aber seine operativen Kapazitäten wohl nicht mehr ausreichte, um die Überfälle zu beenden. Der Bau der Sachsenküstenkastelle im Osten Englands könnte ebenfalls mit der Schwächung der Flotte zusammenhängen. Im Zuge einer angeblichen Unterschlagung von Kriegsbeute kam es jedoch bald zum Konflikt mit dem Kaiser des Westens Maximian. Dies hatte zur Folge, dass sich Carausius von seinen größtenteils loyalen Truppen und mit ihm verbündeten Franken zum Imperator Britanniens ausrufen ließ. Da er nun über die größte Flotte im Nordwesten des Reiches verfügte, konnte er nicht nur ganz Britannien, sondern bald auch einen nicht unbeträchtlichen Teil der gallischen Kanalküste unter seine Kontrolle bringen. Zur Niederschlagung der letzten großen Usurpation des 3. Jahrhunderts war daher eine neue und schlagkräftigere Flotte vonnöten. Der neu ernannte Caesar des Westens, Constantius Chlorus, konnte 293 Bononia einnehmen und wieder als Basis für seine Flottenrüstung nützen. Carausius wurde deswegen bald darauf von seinem Quästor Allectus ermordet. Im Frühjahr 296 war die neu aufgestellte römische Flotte in Gallien seeklar und konnte zum Kampf gegen die britischen Abtrünnigen auslaufen. Auch an der Seinemündung wurde unter dem Kommando des Prätorianerpräfekten Asclepiodotus ein Expeditionskorps nach Britannien eingeschifft. Völlig unbehelligt (es herrschte trübes Wetter und die Mehrzahl der britischen Geschwader lagen bei der Vectis Insula (Isle of Wight) auf der Lauer) konnten seine Einheiten zwischen ihren Wachschiffen durchschlüpfen und an Land gehen. In der darauffolgenden Entscheidungsschlacht zwischen Asclepiodotus und Allectus konnte Ersterer diese für sich entscheiden. Ohne weitere Zwischenfälle zog auch Constantius Chlorus in Londinium ein und ließ sich anschließend als Befreier Britanniens feiern.
Die Flotte wurde aber nicht nur für Kämpfe, sondern auch als Mittel der Machtdemonstration eingesetzt. Über das Ende des 3. Jahrhunderts hinaus ist die Existenz eines Geschwaders von Kriegsschiffen unsicher. Wenn überhaupt noch eine größere Flotte nach der Rückeroberung Britanniens unterhalten wurde, beschränkte sie sich wohl auf Frachtschiffe die in der Liane-Mündung lagen.

### 4. Jahrhundert

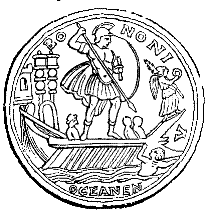
Abzeichnung einer Münze des Constans mit der Namensnennung Bononia-oceanen[sis] (4. Jahrhundert)

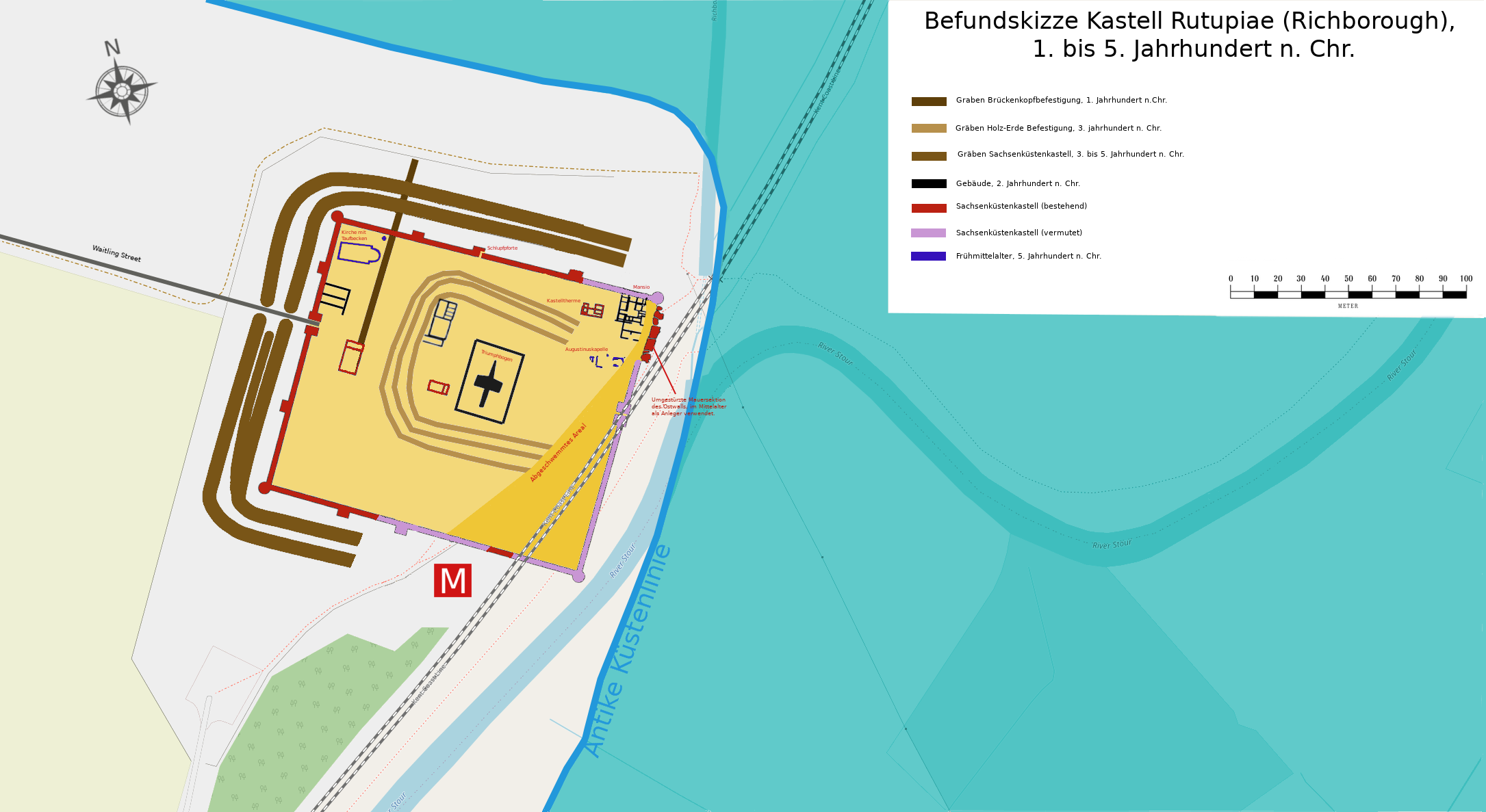
Befundskizze des Kastellhügels von Richborough (1. bis 4. Jahrhundert)

Constans, Kaiser im Westen, nutzte ab 343 Bononia als Ausgangsbasis für einen Britannienfeldzug. Da die gallischen und germanischen Provinzen durch die Einfälle der Germanen wirtschaftlich sehr gelitten hatten und dort zudem große Truppenkontingente zu unterhalten waren, ließ der für den Westen zuständige Cäsar, Julianus, im Jahre 359 binnen zehn Monaten eine Transportflotte von 400 Schiffen auf Kiel legen und erhöhte damit die vorhandene Ladekapazität schlagartig um 200 Prozent. Nun konnte wieder britannisches Getreide in großem Umfang an die Rheingrenze verbracht werden. Die Transporte verliefen in der Regel ohne Probleme, da es offenbar noch einmal gelang die Seeherrschaft im Kanal an sich zu reißen. Michel Reddé zufolge, hat die Usurpation von Carausius aber möglicherweise die Stationierung eines neuen Kriegsflottenkontignents auf beiden Seiten des Kanals verhindert. 360 verschiffte der Heermeister Lupicinus von Bononia aus Interventionstruppen nach Rutupiae (Richborough), um eingefallene Skoten und Pikten wieder zurückzuwerfen. Laut Ammianus Marcellinus zog er im Hochwinter nach Bononia und beschaffte dort „…genügend Schiffe die alle seine Männer tragen konnten.“ Ab 364 musste sich die Flotte ständig mit ihnen auseinandersetzen, da sie nun auch begannen von See her anzugreifen. Diese Überfälle erreichten 367 ihren vorläufigen Höhepunkt. Da rasche Hilfe aus dem übrigen Imperium nicht zu erwarten war, befestigte man die gefährdetsten Küstenabschnitte und Flussmündungen Britanniens noch zusätzlich mit Kastellen oder baute schon vorhandene um. Dieser Limes (auch: “Sachsenküste”) war laut Notitia dignitatum (Occ. XXVIII) ein eigener Militärbezirk unter dem Kommando des Comes litoris Saxonici per Britanniam (Graf der Sachsenküste in Britannien) der neben Infanterie- und Kavallerieabteilungen wohl auch die Marineeinheiten unter seinem Kommando hatte. Erste Signalstationen, Kastelle und befestigte Häfen hatte Carausius bereits nach 286 errichtet. Um Pikten und Skoten (barbarico conspiratio) zu bekämpfen, entschloss sich Kaiser Valentinian I. 367 mit Hilfe von in Bononia liegenden Schiffen eine Interventionsarmee unter dem Befehl des Magister militum Flavius Theodosius nach Rutupiae überzusetzen. Kriegsschiffe bekämpften danach auch noch erfolgreich die Sachsen. Flavius Vegetius Renatus, ein Chronist, der seine Werke am Ende des 4. Jahrhunderts verfasste, erwähnt, dass zu dieser Zeit noch reguläre Flottenverbände existierten. Er beschreibt getarnte Ruderschiffe (Lusoria) die unter anderem zur Aufklärung eingesetzt wurden und so Invasion und Infiltration feindlicher Stämme verhindern sollten. Tatsächlich erwähnt die Notitia Dignitatum eine ganze Reihe von Marinegeschwadern, z. B. eine Classis Sambrica in Gallien, die wahrscheinlich in den Flussmündungen der Somme und Canche stationiert war, oder von Flottillen (Barcarii) im Norden Englands.

## Auflösung
Wie bereits erwähnt, verschwindet die Flotte schon Mitte des 3. Jahrhunderts n. Chr. aus den historischen Quellen, aber die primäre Ursache hiefür ist umstritten. Eine ganze Reihe von bedeutenden historischen Ereignissen könnten dafür ausschlaggebend gewesen sein. Eines davon ist die Auseinandersetzung um die Herrschaft zwischen Senatoren und Militärs nach der Ermordung von Severus Alexander im Jahr 235 n. Chr., die die sog. „Reichskrise des 3. Jahrhunderts“ auslösen sollte. Ein weiteres könnte das von Postumus gegründete Gallische Sonderreich gewesen sein, das von 260 bis 274 bestand. Schließlich wäre dann noch die Usurpation des Carausius zu nennen, die das Ende der Flotte herbeigeführt haben könnte. Jedes von ihnen wäre geeignet gewesen, die Classis Britannica auf der falschen Seite der Geschichte landen zu lassen. Eventuell erfolgte ihre Auflösung auch im Zuge der allgemeinen Wirtschaftskrise die das Reich zu dieser Zeit erfasst hatte. Aber auch die Unzulänglichkeit der alten, „schwerfälligen“ Flotte im neuen Kontext der Piratenbekämpfung könnte einer der Gründe für ihre Zerschlagung in kleinere und flexiblere Einheiten (evtl. als Teil der örtlichen Kastellgarnisonen) gewesen sein. Über das weitere Schicksal der spätrömischen Seestreitkräfte im Kanal ist mangels schriftlicher Quellen nichts bekannt.